# Robby Ginepri
Robby Ginepri es un exjugador profesional de tenis nacido el 7 de octubre de 1982 en Fort Lauderdale, condado de Broward, Florida, Estados Unidos. En el primer torneo de la temporada 2010, eliminó al sueco Robin Söderling en la primera ronda del Torneo de Chennai. Cuenta con 3 torneos ATP, pero es recordado principalmente por alcanzar la semifinal del Abierto de Estados Unidos 2005.

## Títulos; 8 (8 + 0)
| Leyenda                        | Individuales | Dobles |
| ------------------------------ | ------------ | ------ |
| Grand Slam (tenis)\|Grand Slam | 0            | 0      |
| ATP World Tour Finals          | 0            | 0      |
| ATP World Tour Masters 1000    | 0            | 0      |
| ATP World Tour 500 Series      | 0            | 0      |
| ATP World Tour 250 Series      | 3            | 0      |
| ATP Challenger Series          | 5            | 0      |

### Individuales

#### ATP World Tour
| N.º | Fecha      | Torneo                     | Superficie | Oponentes en la final | Resultado        |
| --- | ---------- | -------------------------- | ---------- | --------------------- | ---------------- |
| 1.  | 07.07.2003 | Torneo de Newport          | Césped     | Jürgen Melzer         | 6-4 6-7(3) 6-1   |
| 2.  | 18.07.2005 | Torneo de Indianápolis (1) | Dura       | Taylor Dent           | 4-6 6-0 3-0 ret. |
| 3.  | 26.07.2009 | Torneo de Indianápolis (2) | Dura       | Sam Querrey           | 6-2 6-4          |

#### ATP Challenger Tour
| N.º | Fecha               | Torneo                    | Superficie | Oponente en la final | Resultado   |
| --- | ------------------- | ------------------------- | ---------- | -------------------- | ----------- |
| 1.  | 13.05.2002          | Challenger de Rocky Mount | Dura       | Alex Kim             | 6-3 6-4     |
| 2.  | 14.10.2002          | Challenger de Burbank     | Dura       | Bjorn Rehnquist      | 7-6(6) 6-1  |
| 3.  | 18.11.2002          | Challenger de Champaign   | Dura       | Eric Taino           | 6-1 3-6 6-3 |
| 4.  | 20 de enero de 2003 | Challenger de Waikoloa    | Dura       | Neville Godwin       | 6-3 6-3     |
| 5.  | 03.05.2014          | Challenger de Tallahassee | Tierra     | Frank Dancevic       | 6-3, 6-4    |

### Dobles

#### Finalista
| N.º | Fecha      | Torneo                 | Superficie | Compañero   | Oponente en la final | Resultado     |
| --- | ---------- | ---------------------- | ---------- | ----------- | -------------------- | ------------- |
| 1.  | 21.07.2003 | Torneo de Indianápolis | Dura       | Diego Ayala | Mario Ančić Andy Ram | 6-2, 6-7, 5-7 |

### Clasificación en torneos del Grand Slam
| Torneo          | 2012 | 2011 | 2010 | 2009 | 2008 | 2007 | 2006 | 2005 | 2004 | 2003 | 2002 | 2001 | Títulos |
| --------------- | ---- | ---- | ---- | ---- | ---- | ---- | ---- | ---- | ---- | ---- | ---- | ---- | ------- |
| Australian Open | -    | -    | 1R   | 1R   | -    | 3R   | 2R   | 1r   | 4R   | 2R   | -    | -    | 0       |
| Roland Garros   | -    | -    | 4R   | 1R   | 4R   | 1R   | 1R   | 1R   | 1R   | -    | 1R   | -    | 0       |
| Wimbledon       | Q1   | -    | 1R   | 1R   | 1R   | 1R   | 1R   | 1R   | 4R   | 1R   | -    | -    | 0       |
| US Open         | 1R   | 2R   | 1R   | 2R   | 2R   | 3R   | 3R   | SF   | 1R   | 3R   | 1R   | 2R   | 0       |